# 渋谷守生
渋谷 守生（しぶや もりお、1920年9月13日 - 2014年12月13日）は、日本の政治家。東京都出身。東京都議会議長を務める等、政治家として活躍する傍らで将棋の普及にも大きく貢献し、2012年に日本将棋連盟からアマチュア八段を授与された。

## 経歴
- 1920年 - 東京都町田市に生まれる。
- 早稲田大学卒業[2]。
- 1962年 - 町田市議会議員に初当選、以降、市議を2期務める[3]。
- 1973年 - 東京都議会議員選挙に当選。以降、都議を6期務める[3]。
- 1977年 - 日本アマチュア将棋連盟設立に伴い、副会長に迎えられる。会長は元・通産次官の佐橋滋。
- 1987年 - 初代会長だった佐橋の後を受け、日本アマチュア将棋連盟会長に就任。
- 1999年 - 第37代東京都議会議長（〜2001年）[3]。
- 2004年 - 東京アマチュア将棋連盟会長を兼任。旭日中綬章を受章[1]。
- 2008年 - 大山康晴賞個人部門を受賞。嘗て自らが会長を務めた日本アマチュア将棋連盟もこの年、大山康晴賞団体賞を受賞した。
- 2010年 - 日本女子プロ将棋協会(LPSA)最高顧問に就任。
- 2012年 - 長きに渡る将棋普及への貢献が評価され、日本将棋連盟より八段を授与される。これを記念して8月4日に日本将棋連盟主催の昇段記念将棋大会が開催された。
- 2014年 - 12月13日4時31分、肺炎のため町田市内の自宅で死去した[3][1]。94歳没。

## 歴任
- 東京都議会議長
- 全国都道府県議会議長
- 町田市体育協会会長
- 日本アマチュア将棋連盟会長[3]
- 東京アマチュア将棋連盟会長
- 日本女子プロ将棋協会(LPSA)最高顧問
- 日本将棋道場連合会最高顧問

## 著書
- 『議長席から見た石原都知事を語る－東京に政治哲学の種子をまく人』 万葉舎、2001年

以下、将棋関係の連載、コラム等多数